# Platygaster indica
Platygaster indica är en stekelart som beskrevs av Durgadas Mukerjee 1978. Platygaster indica ingår i släktet Platygaster och familjen gallmyggesteklar. Inga underarter finns listade i Catalogue of Life.